# Thibaut Courtois
Thibaut Nicolas Marc Courtois (sinh ngày 11 tháng 5 năm 1992) là một cầu thủ bóng đá chuyên nghiệp người Bỉ hiện đang thi đấu ở vị trí thủ môn cho câu lạc bộ La Liga Real Madrid và đội tuyển bóng đá quốc gia Bỉ. Nổi tiếng nhờ khả năng cản bóng xuất thần và lăn xả điêu luyện, anh được đánh giá là một trong những thủ môn xuất sắc nhất thế giới trong thế hệ của mình.
Courtois trưởng thành từ hệ thống đội trẻ của Genk, và ở tuổi 18, anh có vai trò quan trọng trong chức vô địch quốc gia Bỉ của đội. Vào tháng 7 năm 2011, anh gia nhập Chelsea với mức giá 8 triệu Euro và ngay lập tức được mượn đến Atlético Madrid. Trong ba mùa giải ở đó, anh giành chức vô địch Europa League vào năm 2012, Copa del Rey vào năm 2013 và danh hiệu La Liga vào năm 2014. Anh cũng giành giải thưởng Ricardo Zamora cho thủ môn xuất sắc nhất ở La Liga nhờ vào màn trình diễn của anh ở hai mùa giải cuối cùng. Courtois trở lại Chelsea vào tháng 7 năm 2014 và ở mùa giải đầu tiên của anh, anh giúp đội bóng vô địch Cúp Liên đoàn và Premier League. Hai năm sau, anh giành giải Găng tay vàng Premier League khi Chelsea một lần nữa vô địch giải đấu. Vào năm 2018, Real Madrid mua Courtois với mức giá 35 triệu Euro, trở thành thủ môn đắt giá nhất của La Liga, vượt qua kỷ lục thiết lập bởi Jan Oblak. Anh giành danh hiệu La Liga thứ hai và giải thưởng Zamora thứ ba vào năm 2020.
Courtois có trận đấu ra mắt đội tuyển quốc gia vào tháng 10 năm 2011, trở thành thủ môn trẻ nhất đại diện cho Bỉ. Kể từ đó anh có hơn 80 lần ra sân và góp mặt tại FIFA World Cup 2014, UEFA Euro 2016 và FIFA World Cup 2018 nơi mà anh nhận giải thưởng Găng tay vàng cho thủ môn xuất sắc nhất giải đấu khi Bỉ xếp hạng ba.

## Sự nghiệp câu lạc bộ

### Sự nghiệp sớm
Thibaut Courtois gia nhập câu lạc bộ Bilzen VV từ lúc 5 tuổi. Anh bắt đầu thi đấu ở vị trí hậu vệ cánh trái. Sau đó, vào năm 1999, anh gia nhập câu lạc bộ Racing Genk lúc 7 tuổi và cùng lúc đó anh chuyển sang thi đấu ở vị trí thủ môn

### K.R.C. Genk

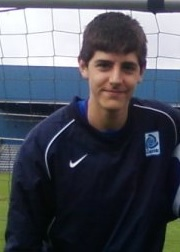
Thibaut Courtois thi đấu cho Genk mùa giải 2010-2011

Ngày 17 tháng 4 năm 2009, Thibaut Courtois gia nhập đội một của Racing Genk sau khi kết thúc thi đấu ở đội trẻ. Anh dần dần thể hiện được phong độ chói sáng và nhờ đó anh đã trở thành thủ môn bắt chính của đội bóng.

### Chelsea

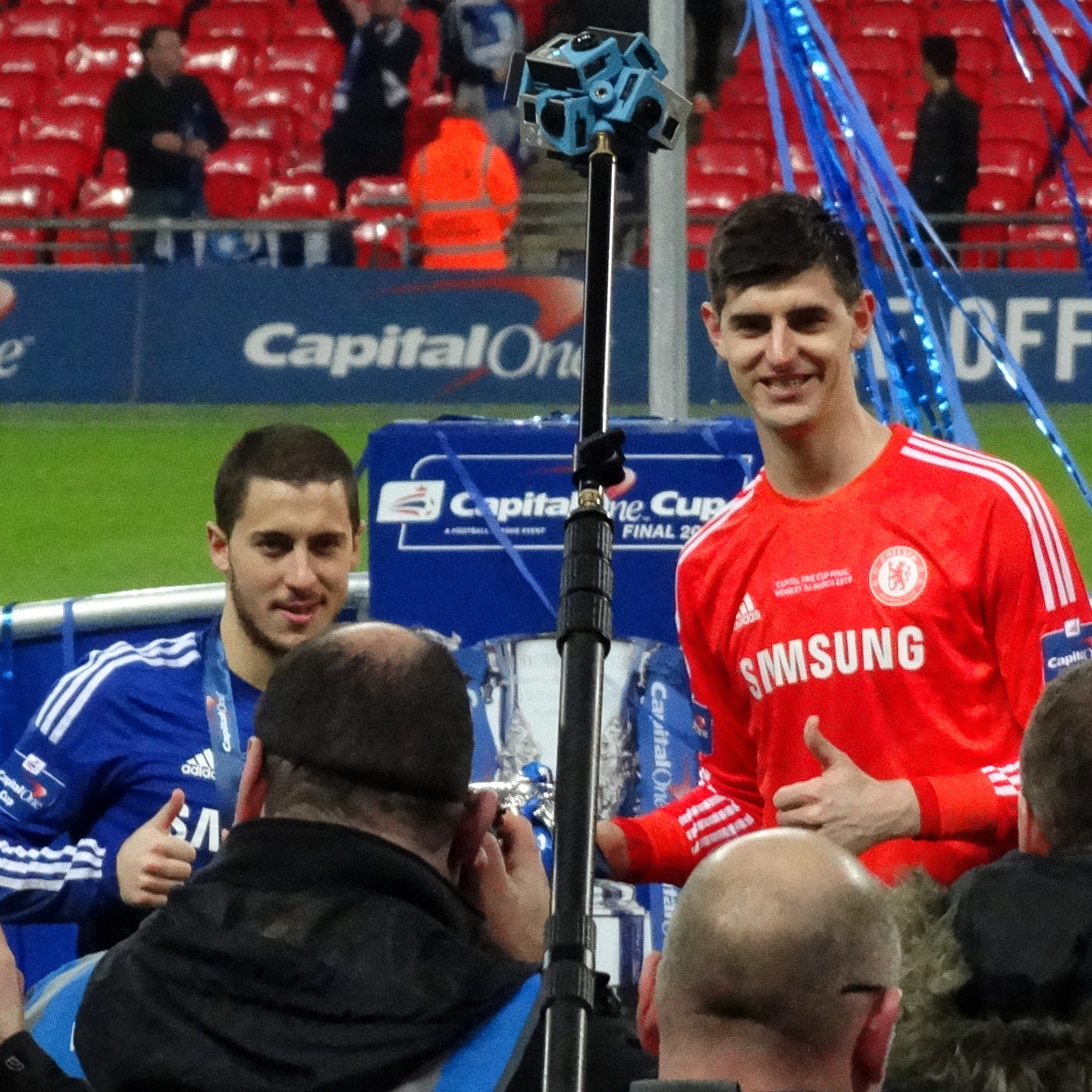
Courtois (phải) cầm cúp sau chiến thắng của Chelsea trong trận chung kết Cúp EFL 2015 cùng Eden Hazard

Ngày 16 tháng bảy 2011, Genk đồng ý một khoản phí với câu lạc bộ Chelsea về cuộc chuyển nhượng của Thibaut Courtois với giá 7.9 triệu bảng.

### Cho mượn tới Atlético Madrid

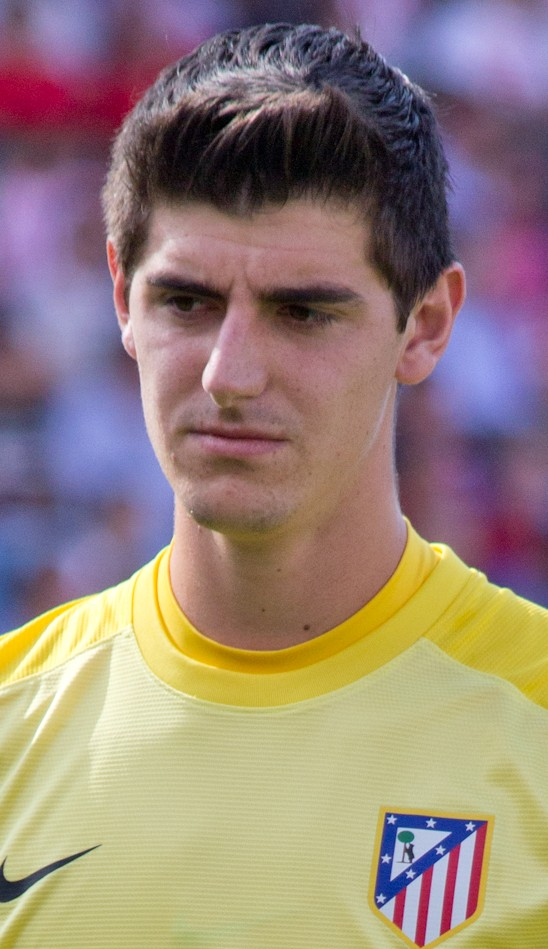
Thibaut Courtois thi đấu cho Atletico Madrid

Chỉ sau vài ngày chuyển tới Chelsea, anh được cho mượn sang câu lạc bộ Atlético Madrid. Anh đã giúp ATM có được chức vô địch La Liga vào năm 2013-2014.

#### Mùa giải 2011- 2012
Courtois ra mắt cho Atlético trong chiến thắng 4-0 tại đấu trường UEFA Europa League trong Vitória de Guimarães vào ngày 25 tháng 8, và ba ngày sau đó anh tiếp tục giữ sạch lưới ở trận đấu đầu tiền của mình tại La Liga, một trận hòa không bàn thắng với Osasuna tại sân vận động Vicente Calderón. Courtois đã trở thành sự lựa chọn hàng đầu khi người cạnh tranh suất đá chính với anh là Sergio Asenjo, tiếp với phong độ khá tốt, Courtois tiếp tục bốn lần giữ sạch lưới trong sáu trận đấu La Liga đầu tiên của mình. Ngày 26 Tháng 11 năm 2011, Courtois lần đầu tiên nhận thẻ đỏ trong sự nghiệp chuyên nghiệp của mình sau khi vào bóng với Karim Benzema của Real Madrid ở một tình huống nguy hiểm. Cristiano Ronaldo đặt hình phạt qua thủ môn thay thế Asenjo và trận đấu này Atlético mất ba điểm vào tay thầy trò Mourinho với tỉ số 1-4. Atlético đã giành được chức vô địch 2012 UEFA Europa League, và Courtois giữ sạch lưới khi CLB giành chiến thắng 3-0 trước CLB đồng quê hương Tây Ban Nha - Athletic Bilbao.

#### Mùa giải 2012- 2013
Với những gì mà chàng Thủ môn số một đem lại, Atlético tiếp tục mượn Courtois từ Chelsea F.C cho đến hết mùa giải 2012-2013. Trận đấu đầu tiên của anh với chính câu lạc mẹ của mình - Chelsea là một trận thắng đầy thuyết phục mà Courtois đã thi đấu. Chính là trận chung kết UEFA Super Cup ở Monaco năm 2012, mà kết thúc trong chiến thắng 4-1 cho Atletico Madrid. Sau đó, trong các đấu trường quốc nội và quốc ngoại, Courtois lập kỷ lục 820 phút giữ sạch lưới cho Atlético Madrid mà không thủng lưới bàn nào tại sân nhà Estadio Vicente Calderon, Kỉ lục này đã kết thúc bằng một trận thua tức tưởi 1-0 trước câu lạc bộ cửa dưới Real Sociedad. Năm 2013, Atlético giành được chiếc cúp Copa del Rey với chiến thắng 2-1 trước đối thủ cùng thành phố Real, lần đầu tiên Atlético đã đánh bại đối thủ thành phố của họ trong 14 năm và tất nhiên là cái tên Courtois được xướng lên như là người hùng của trận đấu.

#### Mùa giải 2013–14
Trong mùa giải 2013–14, hợp động cho mượn được gia hạn thêm 12 tháng.
Khi Atlético đấu với Chelsea ở bán kết Champions League, có thông tin cho rằng một điều khoản trong hợp đồng của Courtois yêu cầu Atlético phải trả cho Chelsea 3 triệu euro mỗi trận nếu họ để anh đấu với câu lạc bộ chủ quản, và Atlético không đủ khả năng chi trả một khoản tiền như vậy. UEFA đã nói rõ rằng những cân nhắc về tính toàn vẹn trong thể thao đã đưa ra điều khoản như vậy "không có giá trị, vô hiệu và không thể thi hành", đồng thời xác nhận rằng Atlético được quyền chọn Courtois mà không cần thực hiện bất kỳ khoản thanh toán nào như vậy.
Bằng cách để lọt lưới ít bàn nhất trong mùa giải 2013–14, Courtois đã giành được Zamora Trophy và đóng góp quan trọng vào chức vô địch La Liga 2013–14 của Atletico, danh hiệu đầu tiên của họ kể từ năm 1996. Anh được đề cử cho Giải thưởng cho thủ môn xuất sắc nhất giải đấu, cùng với Willy Caballero của Málaga CF và Keylor Navas của Levante UD, mà Navas cuối cùng đã giành được. Tuy nhiên, Atletico đã thua trận Chung kết UEFA Champions League với tỷ số 1–4 sau hiệp phụ trước người hàng xóm Real Madrid vào ngày 24 tháng 5 tại Lisbon.

### Trở lại Chelsea

#### Mùa giải 2014-15
Tháng 6 năm 2014, HLV José Mourinho xác nhận Courtois sẽ trở lại Chelsea cho mùa giải mới. Anh được mặc áo số 13. 18/8/2014 anh có trận đầu tiên bắt chính cho Chelsea trong trận thắng 3-1 trước Burnley.  Vào ngày 18 tháng 8, Mourinho thông báo rằng Courtois sẽ bắt chính trong trận mở màn trước Burnley thay cho Petr Čech. Mặc dù để thủng lưới bàn đầu tiên bởi Scott Arfield tại Turf Moor, nhưng Chelsea đã giành chiến thắng với tỷ số 3–1. Courtois đã giữ sạch lưới đầu tiên tại Premier League trong trận đấu thứ hai, thực hiện một số pha cứu thua quan trọng trong chiến thắng 2–0 trên sân nhà trước Leicester City.

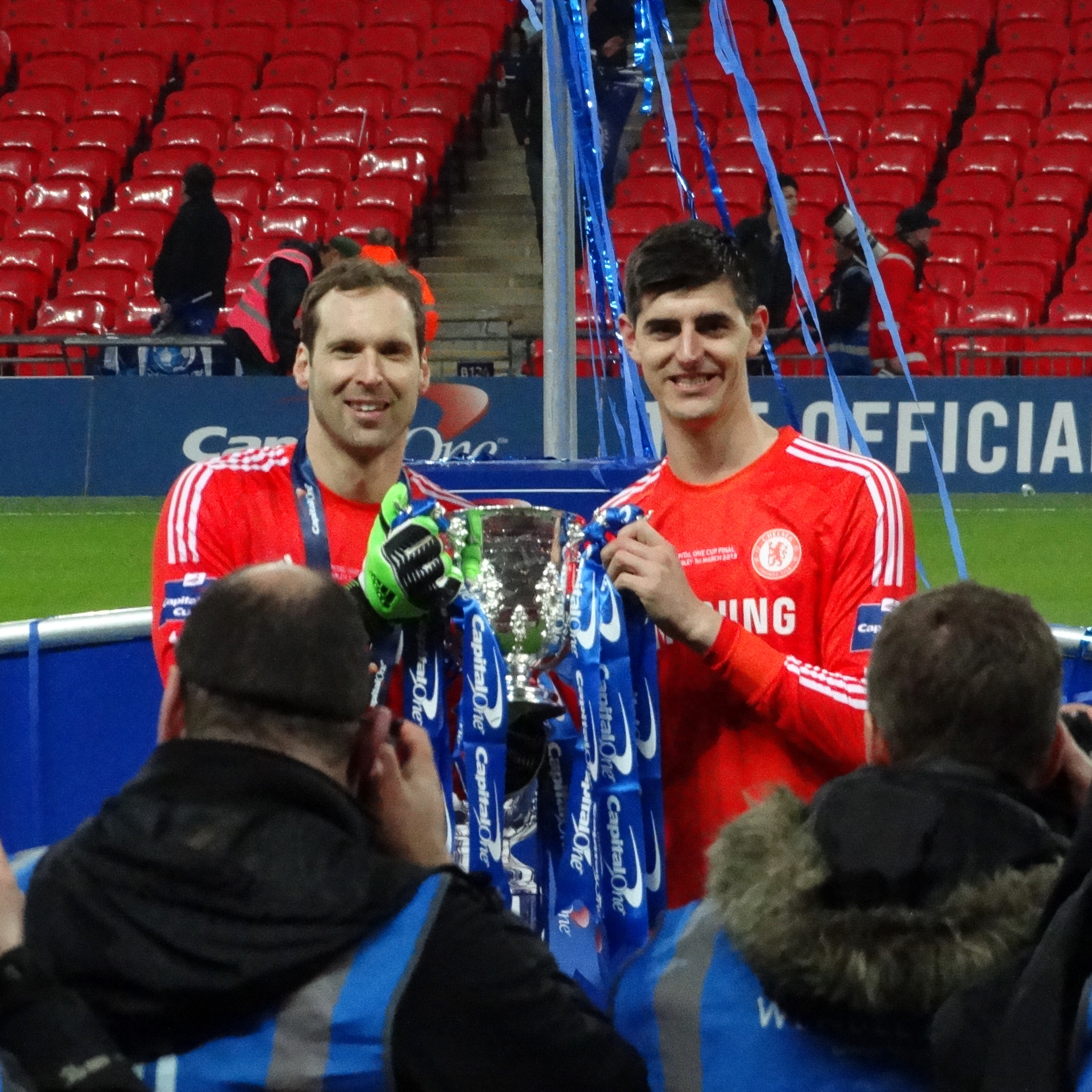
Thibaut Courtois (phải) và Petr Čech (trái) thi đấu cho Chelsea tại Cúp Liên Đoàn Anh 2015

Vào ngày 11 tháng 9 năm 2014, Courtois ký hợp đồng mới có thời hạn 5 năm với Chelsea, giữ anh ấy ở lại câu lạc bộ cho đến năm 2019. Khi ký hợp đồng, Courtois nói: "Thật tuyệt khi đã ký hợp đồng mới này trong 5 năm."
Courtois bị chấn thương đầu trong hiệp một trong chiến thắng 2–0 trên sân nhà của Chelsea trước Arsenal vào ngày 5 tháng 10 do va chạm với Alexis Sánchez; anh ta được thay ra và sau đó được đưa đến bệnh viện. Anh ta sau đó đã được điều trị cho một vết cắt nhỏ ở tai và được xuất viện ngay trong đêm hôm đó.
Anh ấy đã giành được danh hiệu đầu tiên của mình với Chelsea vào ngày 1 tháng 3 năm 2015, khi họ đánh bại Tottenham Hotspur 2–0 trong trận Chung kết Cúp Liên đoàn, với Čech thay thế chơi trong trận đấu đó; Chelsea cũng đã kết thúc mùa giải với tư cách là nhà vô địch giải đấu.

#### Mùa giải 2015–16
Courtois mở đầu mùa giải bằng việc chơi ở FA Community Shield 2015 vào ngày 2 tháng 8, trong trận thua 0-0 trước Arsenal. Sáu ngày sau, khi chiến dịch Premier League mở màn với trận đấu trên sân nhà với Swansea City, anh ta đã bị phạt thẻ đỏ trực tiếp vì phạm lỗi với Bafétimbi Gomis, người đã chuyển đổi quả phạt đền trong quá khứ thay thế Asmir Begović để có trận hòa 2–2 . Khi trở lại vào ngày 23 tháng 8, Courtois đã cản phá một quả phạt đền từ James Morrison trong chiến thắng 3–2 trước West Bromwich Albion. Courtois bị chấn thương chân trong buổi tập vào ngày 11 tháng 9, cần phải phẫu thuật và có nghĩa là anh ấy dự kiến sẽ bỏ lỡ ba tháng thi đấu tiếp theo.
Vào ngày 16 tháng 4, anh bị đuổi khỏi sân trước Manchester City vì với pha phạm lỗi với Fernandinho; Sergio Agüero đã đánh bại Begović để ấn định chiến thắng 3–0. Anh trở thành thủ môn thứ 6  bị đuổi khỏi sân 2 lần trong cùng một mùa giải.

#### Mùa giải 2016–17
Vào ngày 17 tháng 8 năm 2016, Courtois bác bỏ mọi tin đồn chuyển nhượng và tuyên bố anh sẽ ở lại Chelsea trong nhiều năm tới. Mười ngày sau trong chiến thắng 3–0 trên sân nhà trước Burnley, Courtois giữ sạch lưới đầu tiên của mùa giải và phá vỡ chuỗi 13 trận sân nhà không có sạch lưới tại Premier League kể từ tháng 11 năm 2015. Từ ngày 1 tháng 10 đến ngày 20 tháng 11, Chelsea kiếm được một trận. sáu trận đấu mà không để thủng lưới một bàn nào; với Courtois chơi trong cả sáu người trong số họ. Từ ngày 11 đến ngày 26 tháng 12, Courtois giữ sạch lưới bốn trận, khi Chelsea đứng đầu bảng trong thời gian diễn ra Giáng sinh.
Vào tháng 4 năm 2017, Courtois đã bị loại khỏi trận đấu với đối thủ Manchester United, do bị chấn thương mắt cá chân được báo cáo, mà anh ấy đã gặp phải trong quá trình tập luyện. Chelsea tiếp tục để thua trận đấu với tỷ số 0–2. Vào ngày 12 tháng 5 năm 2017, Courtois đã giữ sạch lưới thứ ba liên tiếp trong chiến thắng 1–0 trên sân khách trước West Bromwich Albion, trong đó Chelsea đã giành được danh hiệu. Courtois cũng chơi cho Chelsea trong trận Chung kết FA Cup; mà Chelsea đã thua 2–1 trước Arsenal.

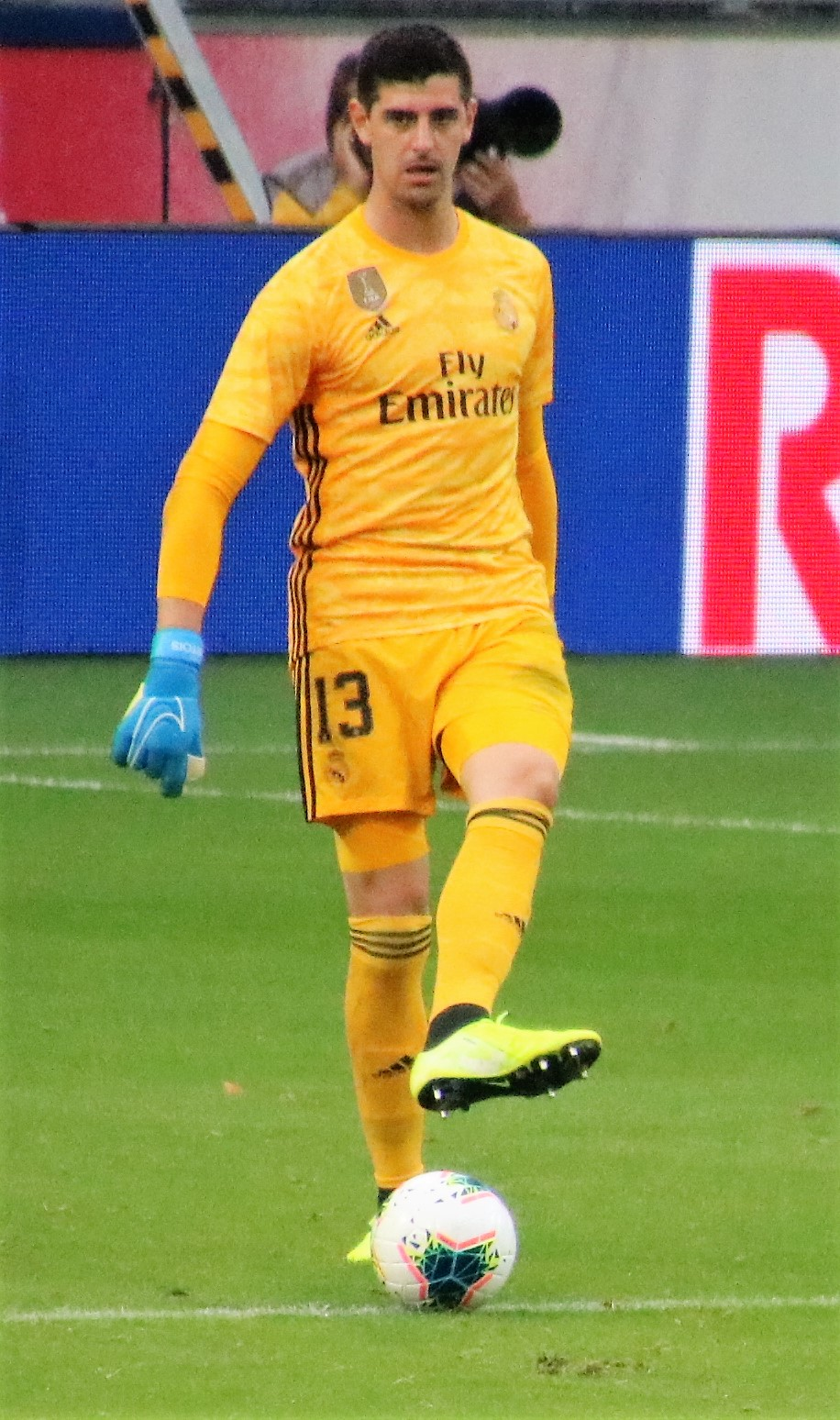
Courtois bắt cho Real Madrid vào năm 2019

Courtois đã giữ sạch lưới tổng cộng 16 trận tại Premier League và giành giải Găng tay vàng.

### Real Madrid
Sau mùa giải 2017-18, Courtois cho biết muốn sống gần các con hơn, làm dấy lên những tin đồn về việc chuyển đến Real Madrid. Sau màn trình diễn đỉnh cao tại FIFA World Cup 2018, nơi anh đã giành được Găng tay vàng cho thủ môn xuất sắc nhất, Courtois bày tỏ sự quan tâm đến việc rời Chelsea. Chelsea tuyên bố họ sẽ không để Courtois ra đi trừ khi họ tìm được người thay thế. Courtois đáp trả bằng cách không đến tập luyện sau kỳ nghỉ hè. Vào ngày 8 tháng 8 năm 2018, Real Madrid thông báo đã ký hợp đồng với Courtois có thời hạn 6 năm. Một ngày sau, Chelsea xác nhận vụ chuyển nhượng với mức phí được cho là 35 triệu bảng.
Anh có trận ra mắt vào ngày 1 tháng 9 năm 2018, bắt chính trong chiến thắng 4–1 trước CD Leganés.
Vào ngày 12 tháng 1 năm 2020, Real Madrid đánh bại Atlético Madrid trong loạt sút luân lưu để giành danh hiệu Siêu cúp Tây Ban Nha lần thứ 11. Trong loạt đá luân lưu, Saul sút trúng trúng cột dọc trước khi nỗ lực của Thomas bị Courtois cản phá, tạo cơ hội cho Ramos giúp Real giành chức vô địch Siêu cúp Tây Ban Nha lần thứ 11.
Vào ngày 5 tháng 7 năm 2020, Courtois giữ sạch lưới lần thứ 17 trong mùa giải La Liga 2019–20 trong chiến thắng 1-0 trên sân khách trước Athletic Bilbao, trở thành thủ môn Real Madrid đầu tiên làm được điều này trong một mùa giải kể từ Francisco Buyo trong giai đoạn 1994–95 . Anh bắt chính 34 lần trong mùa giải, giúp Real Madrid vô địch La Liga lần thứ 34, trở thành cầu thủ đầu tiên kể từ Jose Luis Perez-Paya năm 1954 lên ngôi vô địch cùng cả Real Madrid và Atlético Madrid. Anh đã giành được Zamora Trophy lần thứ 3 trong sự nghiệp, sau khi chỉ để thủng lưới 20 bàn sau 34 trận.
Vào ngày 16 tháng 8 năm 2021, anh ký hợp đồng mới có thời hạn 4 năm đến năm 2026. Trong mùa giải 2021–22, Courtois đã giành chức vô địch Tây Ban Nha thứ 2, trước đó là Siêu cup Tây Ban Nha khi thắng Athletic Bilbao 2–0 tại chung kết. Vào ngày 28 tháng 5 năm 2022, Courtois được chọn là cầu thủ xuất sắc nhất trận Chung kết UEFA Champions League 2022, nơi anh đã thực hiện tổng cộng 9 pha cứu thua, giúp Real Madrid đánh bại Liverpool với tỷ số 1–0. 9 pha cứu thua của Courtois là một kỷ lục trong trận chung kết kể từ khi Opta bắt đầu thống kê từ mùa giải 2003–04. 59 pha cứu thua của anh trong suốt giải đấu cũng thiết lập kỷ lục tại Champions League trong 1 mùa giải mới kể từ khi Opta bắt đầu thống kê.

## Đời tư
Chị gái của Thibaut, Valérie, là một cầu thủ bóng chuyền chơi ở vị trí libero  và đại diện cho tuyển quốc gia Bỉ trên đấu trường quốc tế. Bố mẹ anh cũng từng là cầu thủ bóng chuyền. Hồi còn nhỏ Courtois cũng có chơi, tuy nhiên tới năm 12 tuổi anh quyết định tập trung hoàn toàn vào bóng đá.
Bạn gái hiện tại của Courtois là Marta Dominguez, một nữ sinh 22 tuổi người Tây Ban Nha. Hai người gặp nhau tại một hộp đêm nơi Marta làm phục vụ. Cô hoàn toàn kín tiếng trước công chúng, không sử dụng Instagram hay Twitter và Facebook được để ở chế độ riêng tư, chưa từng trả lời một câu hỏi phỏng vấn nào về mối quan hệ tình cảm của hai người. Chỉ sau trận đấu giữa Atlético Madrid và Barca, sau khi tiếng còi kết thúc trận đấu vang lên với tỉ số 1-1, Courtois chạy tới hôn Marta - lúc đó chỉ là một cô gái hoàn toàn vô danh - thì giới truyền thông mới biết tới mối quan hệ của hai người.

## Sự nghiệp thi đấu đội tuyển quốc gia
Vào ngày 3 tháng 6 năm 2011, Courtois có tên trong danh sách cầu thủ tham dự vòng loại Euro 2012 của đội tuyển Bỉ đấu với Kazakhstan (Bỉ thắng 4-1).Ngày 11/10/2011,anh cũng có tên trong danh sách tham dự vòng loại Euro 2012, nhưng một lần nữa anh bị bỏ trên băng ghế dự bị,trận đấu kết thúc, Bỉ thua 3-1.

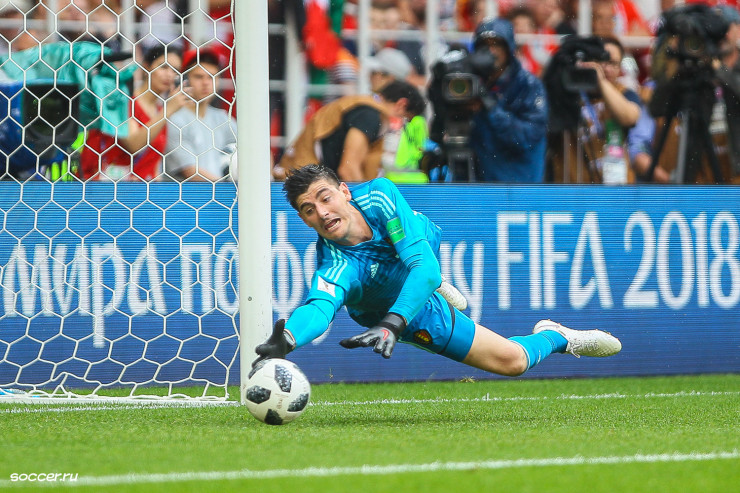
Thibaut Courtois tại World Cup 2018

Ngày 15/11/2011, lần đầu tiên Courtois được điền tên vào đội hình xuất phát trong trận đấu giao hữu với Pháp, anh trở thành thủ môn trẻ nhất từng chơi cho Đội tuyển Bỉ.
Ngày 30/5/2016, anh được huấn luyện viên Marc Wilmots triệu tập tham dự Euro 2016, giải đấu mà anh được bắt chính cả ba trận vòng bảng rồi lọt vào đến tứ kết trước khi để thua xứ Wales.
Anh tiếp tục có tên trong danh sách 23 cầu thủ Bỉ tham dự World Cup 2018, giải đấu mà anh và các đồng đội đã giành huy chương đồng chung cuộc sau khi vượt qua Anh ở trận tranh 3/4. Kết thúc giải, anh được nhận danh hiệu thủ môn xuất sắc nhất của World Cup 2018. Nhờ đó, anh có tên trong danh sách đội hình tiêu biểu nhất của giải.

## Thống kê sự nghiệp

### Câu lạc bộ

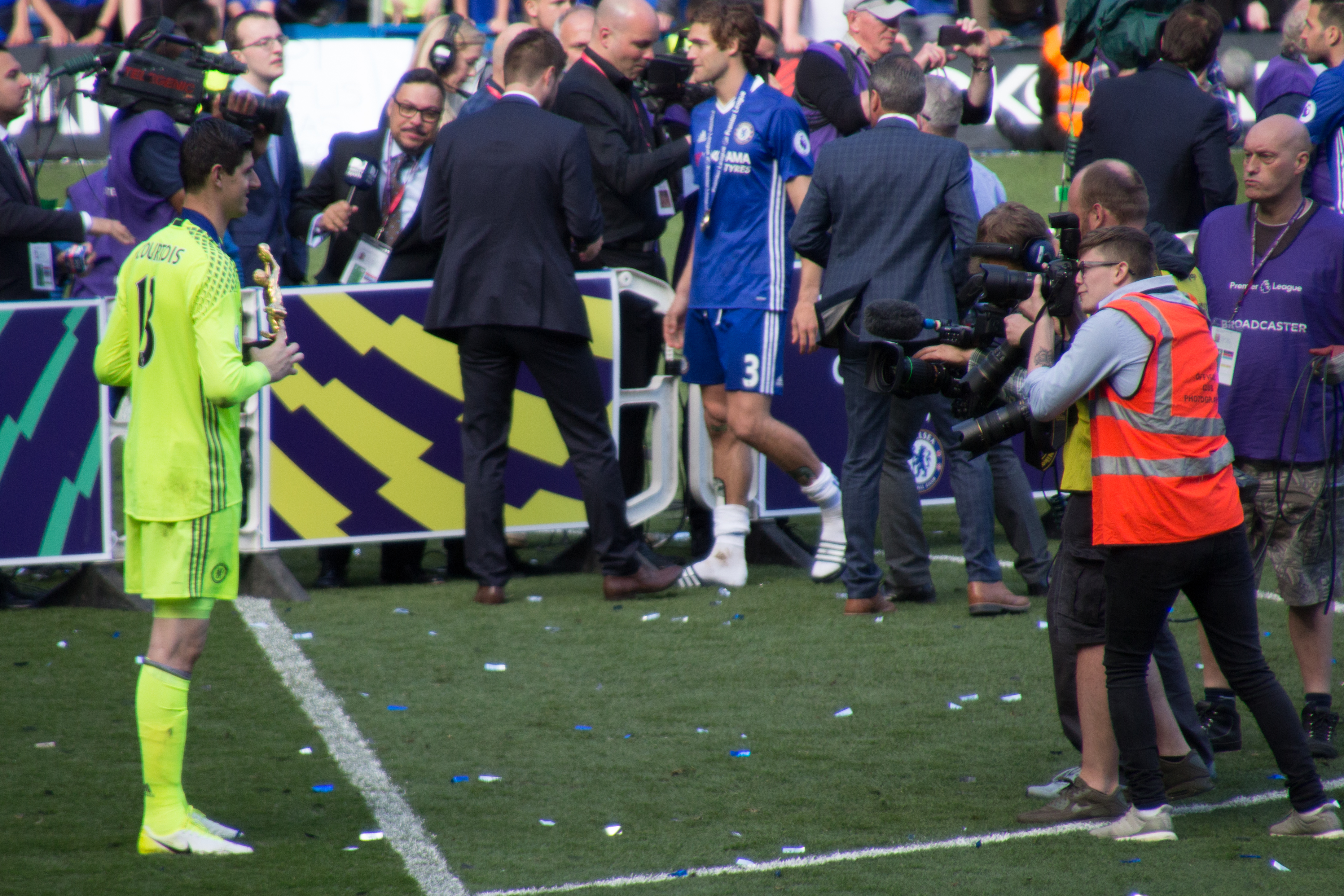
Courtois (trái) nhận giải Găng tay vàng Ngoại hạng Anh năm 2017

Tính đến 20 tháng 3 năm 2021
| Câu lạc bộ             | Mùa giải  | Giải đấu | Giải đấu | Cúp quốc gia | Cúp quốc gia | League Cup | League Cup | Châu Âu | Châu Âu | Khác | Khác | Tổng cộng | Tổng cộng |
| Câu lạc bộ             | Mùa giải  | Trận     | Bàn      | Trận         | Bàn          | Trận       | Bàn        | Trận    | Bàn     | Trận | Bàn  | Trận      | Bàn       |
| ---------------------- | --------- | -------- | -------- | ------------ | ------------ | ---------- | ---------- | ------- | ------- | ---- | ---- | --------- | --------- |
| Genk                   | 2008–09   | 1        | 0        | 0            | 0            | —          | —          | —       | —       | —    | —    | 1         | 0         |
| Genk                   | 2009–10   | 0        | 0        | 0            | 0            | —          | —          | 0       | 0       | 0    | 0    | 0         | 0         |
| Genk                   | 2010–11   | 40       | 0        | 1            | 0            | —          | —          | 3       | 0       | —    | —    | 44        | 0         |
| Genk                   | Tổng cộng | 41       | 0        | 1            | 0            | —          | —          | 3       | 0       | 0    | 0    | 45        | 0         |
| Atlético Madrid (mượn) | 2011–12   | 37       | 0        | 0            | 0            | —          | —          | 15      | 0       | —    | —    | 52        | 0         |
| Atlético Madrid (mượn) | 2012–13   | 37       | 0        | 8            | 0            | —          | —          | 1       | 0       | —    | —    | 46        | 0         |
| Atlético Madrid (mượn) | 2013–14   | 37       | 0        | 5            | 0            | —          | —          | 12      | 0       | 2    | 0    | 56        | 0         |
| Atlético Madrid (mượn) | Tổng cộng | 111      | 0        | 13           | 0            | —          | —          | 28      | 0       | 2    | 0    | 154       | 0         |
| Chelsea                | 2014–15   | 32       | 0        | 0            | 0            | 2          | 0          | 5       | 0       | —    | —    | 39        | 0         |
| Chelsea                | 2015–16   | 23       | 0        | 3            | 0            | 0          | 0          | 3       | 0       | 1    | 0    | 30        | 0         |
| Chelsea                | 2016–17   | 36       | 0        | 3            | 0            | 0          | 0          | –       | –       | –    | –    | 39        | 0         |
| Chelsea                | 2017–18   | 35       | 0        | 1            | 0            | 1          | 0          | 8       | 0       | 1    | 0    | 46        | 0         |
| Chelsea                | Tổng cộng | 126      | 0        | 7            | 0            | 3          | 0          | 16      | 0       | 2    | 0    | 154       | 0         |
| Real Madrid            | 2018–19   | 27       | 0        | 1            | 0            | —          | —          | 5       | 0       | 2    | 0    | 35        | 0         |
| Real Madrid            | 2019–20   | 34       | 0        | 0            | 0            | —          | —          | 6       | 0       | 2    | 0    | 42        | 0         |
| Real Madrid            | 2020–21   | 28       | 0        | 0            | 0            | —          | —          | 8       | 0       | 1    | 0    | 37        | 0         |
| Real Madrid            | Tổng cộng | 89       | 0        | 1            | 0            | —          | —          | 20      | 0       | 5    | 0    | 115       | 0         |
| Tổng cộng              | Tổng cộng | 367      | 0        | 22           | 0            | 3          | 0          | 66      | 0       | 10   | 0    | 468       | 0         |

1. ↑  All appearances in Europa League
2. ↑  appearance in UEFA Super Cup
3. 1 2 3 4 5  All appearances in UEFA Champions League
4. 1 2  Appearance in Supercopa de España
5. 1 2  Appearance in FA Community Shield
6. ↑  Appearances in FIFA Club World Cup
7. ↑  Appearance(s) in Supercopa de España

### Đội tuyển quốc gia

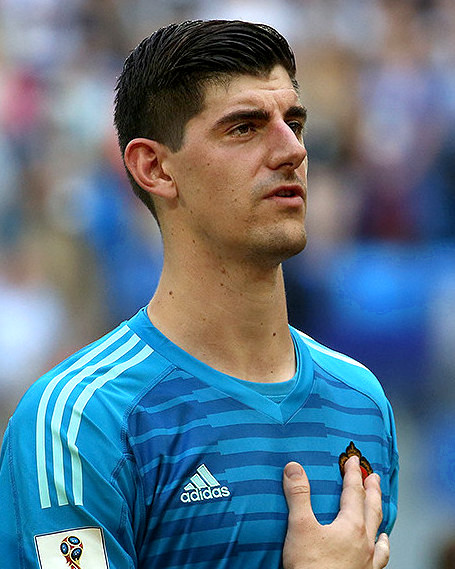
Courtois với tại Giải vô địch bóng đá thế giới 2018

Tính đến 1 tháng 12 năm 2022
| Bỉ        | Bỉ   | Bỉ  |
| Năm       | Trận | Bàn |
| --------- | ---- | --- |
| 2011      | 1    | 0   |
| 2012      | 6    | 0   |
| 2013      | 7    | 0   |
| 2014      | 13   | 0   |
| 2015      | 6    | 0   |
| 2016      | 14   | 0   |
| 2017      | 7    | 0   |
| 2018      | 16   | 0   |
| 2019      | 9    | 0   |
| 2020      | 2    | 0   |
| 2021      | 14   | 0   |
| 2022      | 5    | 0   |
| 2023      | 1    | 0   |
| Tổng cộng | 100  | 0   |

## Danh hiệu

### Câu lạc bộ

#### Genk
- Belgian Pro League: 2010–11

#### Atlético Madrid
- La Liga: 2013–14
- Copa del Rey: 2012–13
- UEFA Europa League: 2011–12
- UEFA Super Cup: 2012

#### Chelsea
- Premier League: 2014–15, 2016–17
- FA Cup: 2017–18
- EFL Cup: 2014–15

#### Real Madrid
- La Liga: 2019–20, 2021–22, 2023–24[40]
- Copa del Rey: 2022–23
- Supercopa de España: 2019–20, 2021–22
- UEFA Champions League: 2021–22, 2023–24
- UEFA Super Cup: 2022, 2024
- FIFA Club World Cup: 2018, 2022
- FIFA Intercontinental Cup: 2024

### Quốc tế
- Hạng ba FIFA World Cup 2018

### Cá nhân
- Thủ môn chuyên nghiệp người Bỉ của năm: 2011
- Chiếc giày đồng của Bỉ: 2011
- La Liga Zamora Trophy: 2012–13, 2013–14, 2019–20
- Thủ môn xuất sắc nhất La liga: 2012–13
- Cầu thủ xuất sắc nhất La liga: Tháng 1 năm 2020
- Cầu thủ Bỉ xuất sắc nhất ở nước ngoài: 2013, 2014
- Đội ESM của năm: 2013–14
- Đội hình xuất sắc nhất UEFA Champions League: 2013–14
- Đội hình thứ 2 FIFA FIFPro World XI: 2014, 2018
- Thủ môn xuất sắc nhất của giải thưởng bóng đá London: 2015
- Vận động viên của năm của Bỉ: 2014
- Găng tay vàng Premier League: 2016–17
- Găng tay vàng FIFA World Cup: 2018
- Đội hình giả tưởng của FIFA World Cup: 2018
- Đội hình trong mơ của FIFA World Cup: 2018
- Thủ môn xuất sắc nhất FIFA: 2018
- Thủ môn xuất sắc nhất thế giới IFFHS: 2018
- Đội tuyển thế giới nam IFFHS: 2018
- Đội hình tiêu biểu của La Liga: 2019–20